# Cevo
Cevo är en ort och kommun i provinsen Brescia i regionen Lombardiet i Italien. Kommunen hade 857 invånare (2018).